# Gårda Vesta
Gårda Vesta är en kontorsbyggnad på Vestagatan 4-6 i stadsdelen Gårda i Göteborg. Byggnaden består av två hus på 14 respektive 25 våningar, som är sammankopplade med varandra genom en lägre byggnad. Husen är Göteborgs första WELL building-certifierade byggnader. Det högsta huset är 97 meter högt och det lägre omkring 56 meter.

## Bilder

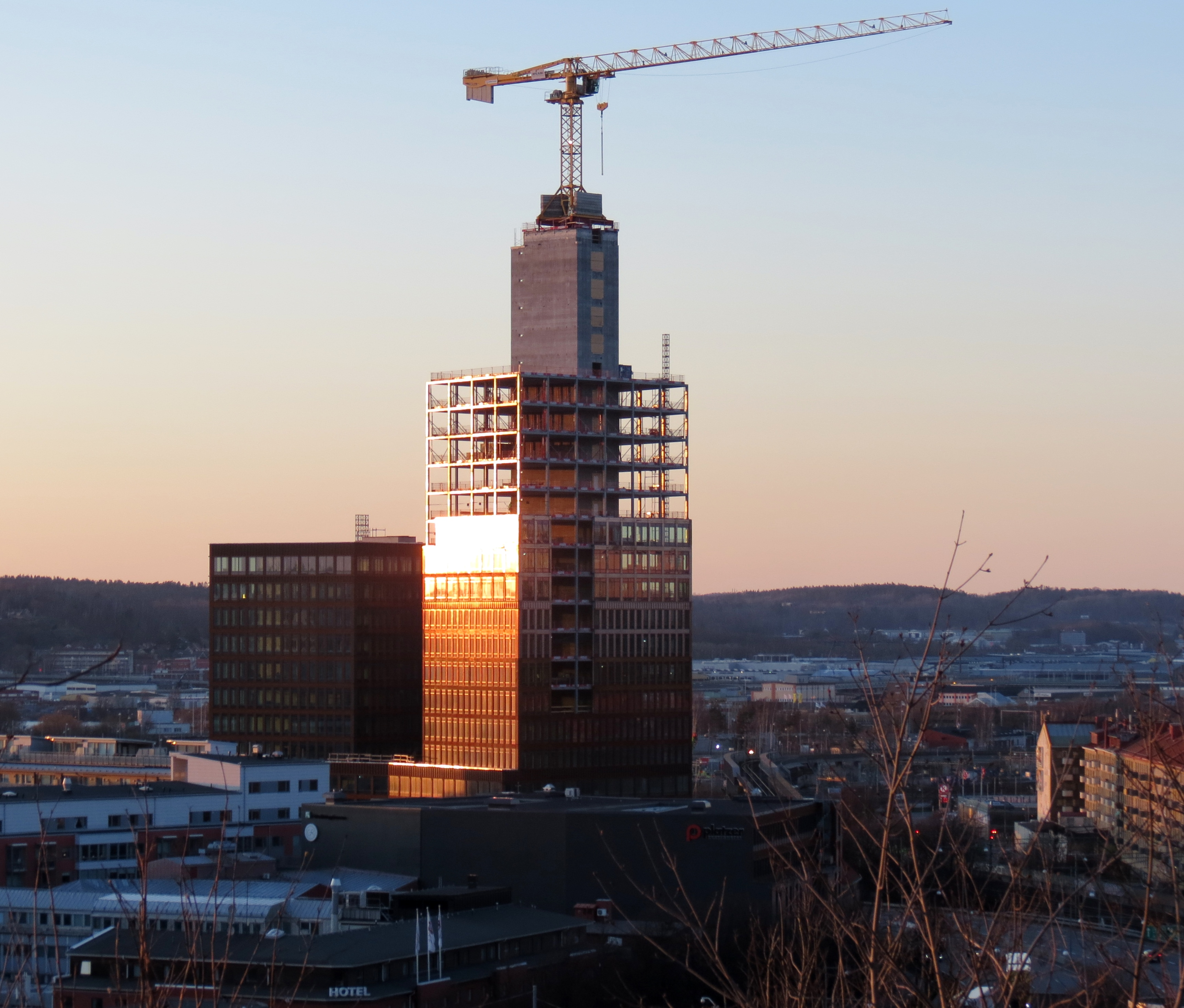
Huset under konstruktion i april 2020.
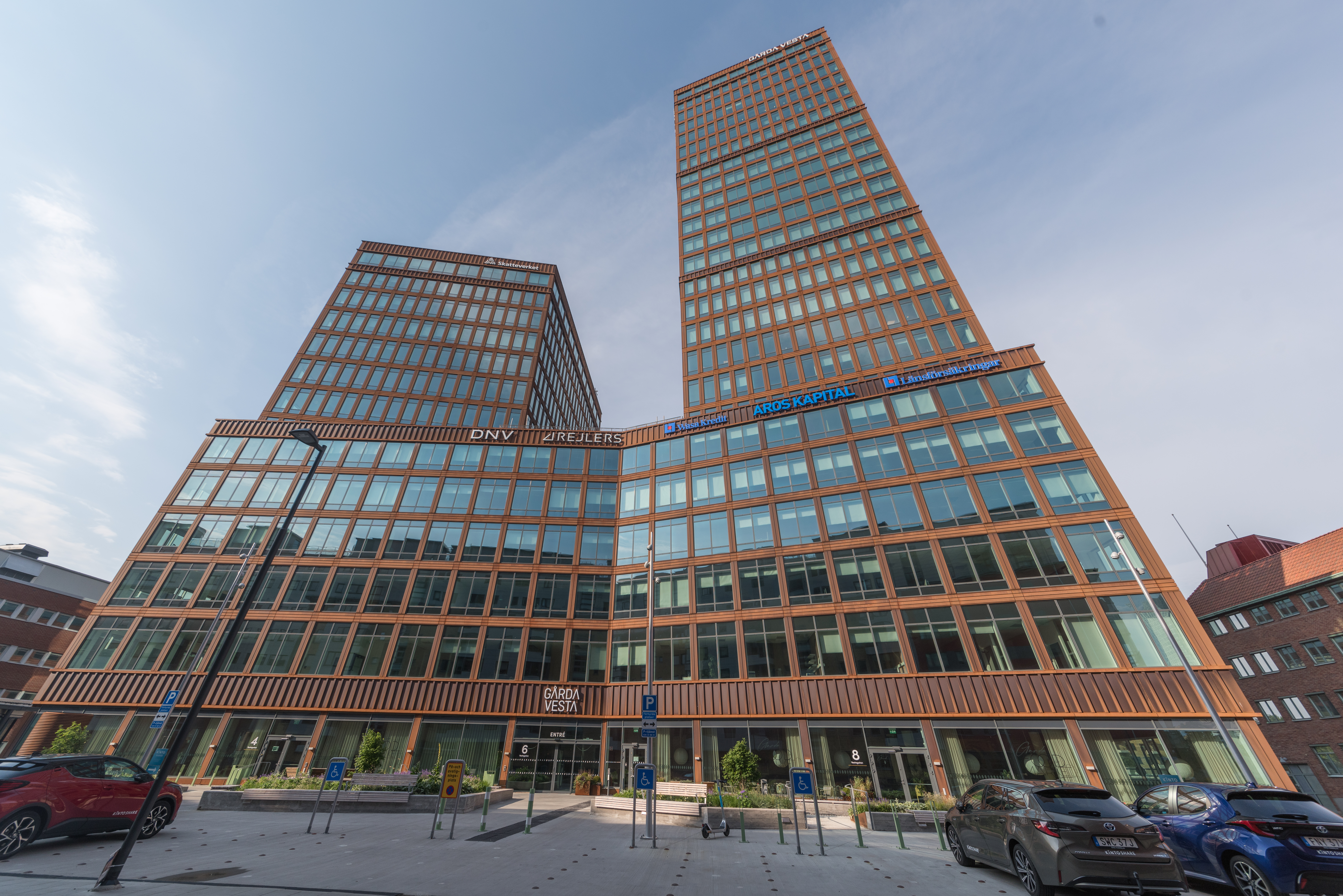
Fasaden.
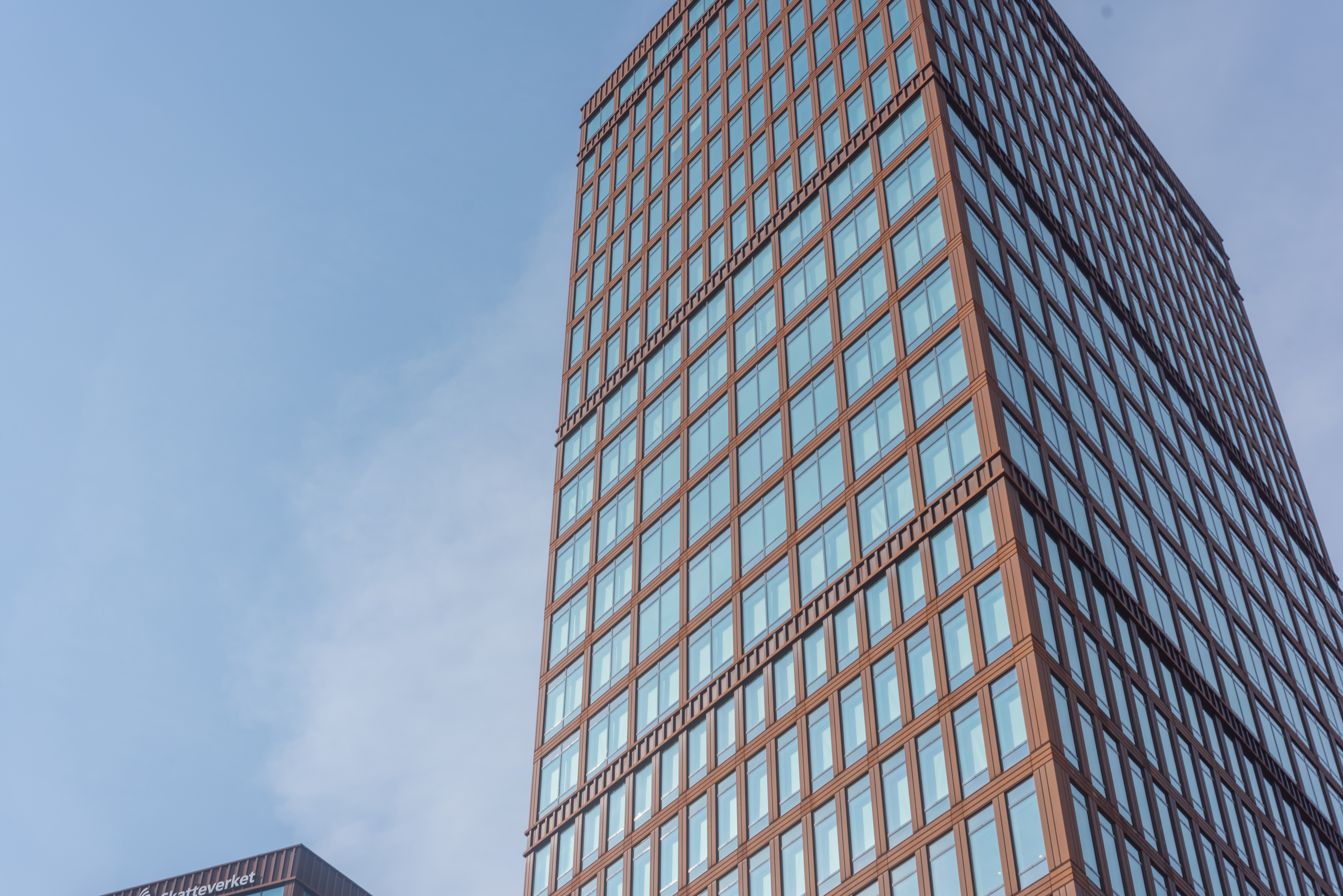
Detalj av fasaden.